# Cratostigma vestigialis
Cratostigma vestigialis är en sjöpungsart som beskrevs av Turon 1988. Cratostigma vestigialis ingår i släktet Cratostigma och familjen lädermantlade sjöpungar. Inga underarter finns listade i Catalogue of Life.